# 1641年愛爾蘭起義
1641年愛爾蘭起義（英語：Irish Rebellion of 1641）是1641年10月23日至1649年5月在愛爾蘭發生的一場起義。由於英格蘭派駐的愛爾蘭總督斯特拉福對愛爾蘭橫征暴斂，引發愛爾蘭人不滿。1641年10月23日，趁著斯特拉福回到英格蘭以及長期議會與查理一世的鬥爭，愛爾蘭爆發起義，宣佈脫離英格蘭獨立。
1642年10月，爱尔兰邦联成立，此後邦聯與羅馬教皇和天主教國家取得聯繫，多次擊敗英格蘭軍隊。1643，英格蘭與愛爾蘭簽署停戰協定。1646年雙方締結合約，愛爾蘭同意為英格蘭國王查理一世籌款和派軍隊支援。1649年8月15日，奥利弗·克伦威尔率軍在愛爾蘭都柏林登陸，先後攻佔德羅赫達和韦克斯福德。1652年5月，愛爾蘭全境被英格蘭佔領。此次起義導致愛爾蘭將近一半的人口損失，戰後三分之二的愛爾蘭土地落入英格蘭軍官和英格蘭封建主手中。